# Callizona latifascia
Callizona latifascia är en fjärilsart som beskrevs av Butler. Callizona latifascia ingår i släktet Callizona och familjen praktfjärilar. Inga underarter finns listade i Catalogue of Life.